# Marko Schafferer
Marko Schafferer (ur. 4 maja 1984 w Innsbrucku) – bośniacki narciarz alpejski pochodzenia austriackiego, olimpijczyk.

## Kariera
Marko Schafferer uczestniczył na Zimowych Igrzyskach Olimpijskich 2006 w Turynie. Podczas tych igrzysk wziął udział w dwóch konkurencjach narciarstwa alpejskiego: slalomie gigancie, gdzie zajął po dwóch rundach 37. miejsce, oraz slalomie, gdzie również po dwóch rundach zajął 30. miejsce. Były to jego jedyne zimowe igrzyska olimpijskie.